# Merimbla humicoloides
Merimbla humicoloides är en svampart som beskrevs av Bills & Heredia 2001. Merimbla humicoloides ingår i släktet Merimbla och familjen Trichocomaceae.   Inga underarter finns listade i Catalogue of Life.